# Beverley Nichols
Beverley Nichols (* 9. September 1898 in Bower Ashton, Bristol; † 15. September 1983 in Kingston upon Thames) war ein britischer Schriftsteller.

## Leben
Nichols besuchte das Marlborough College, bevor er ab Januar 1917 am Balliol College in Oxford studierte. Sein Studium wurde durch den Militärdienst bei der Geheimdienstabteilung des Britischen Kriegsministeriums, als Ausbilder des Offizierskadettenbataillons in Cambridge und als Adjutant unterbrochen. Nichols kehrte dann nach Oxford zurück, wo er Präsident der Oxford Union und Herausgeber der studentischen Publikation Isis war.
Nichols schrieb mehr als 60 Bücher und Theaterstücke. Zwischen seinem ersten Buch, dem 1920 erschienenen Roman Prelude, und seinem letzten, einem 1982 erschienenen Gedichtband Twilight, erstreckten sich Jahrzehnte des schriftstellerischen Schaffens. Neben Belletristik, Essays, Theaterskripten und Kinderbüchern verfasste er Sachbücher zu den Themen Reisen, Politik, Religion, Katzen, Parapsychologie und Autobiographie. Er hat sein ganzes Leben lang zu vielen Magazinen und Zeitungen beigetragen, insbesondere zu wöchentlichen Kolumnen für die London Sunday Chronicle (1932–1943) und das Magazin Woman’s Own (1946–1967).
Nichols ist vor allem für seine Bücher über Häuser und Gärten in Erinnerung geblieben, von denen das erste Buch Down the Garden Path (1932) von Rex Whistler illustriert wurde, ebenso wie seine zwei Fortsetzungen. Es durchlief 32 Ausgaben und ist fast ununterbrochen im Druck geblieben.
Sein langjähriger Lebensgefährte war der britische Schauspieler Cyril Butcher, der sein Vermögen erbte.

## Werke (Auswahl)

### Journalismus
- The Star Spangled Manner (1928), eine Serie von Interviews über die großen Gärten und Häuser in den Vereinigten Staaten
- Down the Garden Path (1932) ISBN 978-0-88192-710-8
- A Thatched Roof (1933) ISBN 978-0-88192-728-3
- A Village in a Valley (1934) ISBN 978-0-88192-729-0
- How Does Your Garden Grow? (1935)
- Green Grows the City (1939) ISBN 978-0-88192-779-5
- Merry Hall (1951) ISBN 978-0-88192-804-4
- Laughter on the Stairs (1953) ISBN 978-0-88192-460-2
- Sunlight on the Lawn (1956) ISBN 978-0-88192-467-1
- Garden Open Today (1963) ISBN 978-0-88192-533-3
- Forty Favourite Flowers (1964)
- The Art of Flower Arrangement (1967)
- Garden Open Tomorrow (1968) ISBN 978-0-88192-552-4

### Romane
- Prelude (1920) (neu aufgelegt 2007, Kessinger Publishing, ISBN 0-548-75213-3)
- Patchwork (1921)
- Self (1922)
- Crazy Pavements (1927)
- Evensong (1932), verfilmt nach dem Roman und Drama im Jahre 1934
- Revue (1939)

### Mystery
- No Man's Street (1954)
- The Moonflower (1955) (a.k.a. The Moonflower Murder)
- Death to Slow Music (1956)
- The Rich Die Hard (1957)
- Murder by Request (1960)

### Über Katzen
- Beverley Nichols' Cats A.B.C. (1960)
- Beverley Nichols' Cats X.Y.Z. (1961)

### Religion
- The Fool Hath Said (1936)
- A Pilgrim's Progress (1952)

### Spiritualität
- Powers That Be (1966)

### Theaterstücke
- The Stag – produziert 1929, veröffentlicht 1933
- Avalanche – produziert 1931, veröffentlicht 1933
- Evensong – produziert 1932, veröffentlicht 1933
- When the Crash Comes – produziert und veröffentlicht 1933
- Mesmer – produziert 1935, veröffentlicht 1937
- Shadow of the Vine – produziert 1949, veröffentlicht 1954

### Autobiographien
- Twenty-Five (1926)
- All I Could Never Be (1949)
- The Sweet and Twenties (1958)
- Father Figure (1972)
- Down the Kitchen Sink (1974)
- The Unforgiving Minute (1978)

### Politik
- Cry Havoc! (1933)
- News of England (1938)
- Men Do Not Weep (1941)
- Verdict on India (1944)
- Uncle Samsom (1950)

### Biographien
- A Case of Human Bondage (1966)

### Kinderbücher
- The Tree that Sat Down (1945)
- The Stream that Stood Still (1948)
- The Mountain of Magic (1950)
- The Wickedest Witch in the World (1971)

### Reiseliteratur
- No Place Like Home (1936)
- Yours Sincerely (1947; gemeinsam mit Monica Dickens)
- The Sun in My Eyes (1969)